# Liste der Flughäfen in Italien

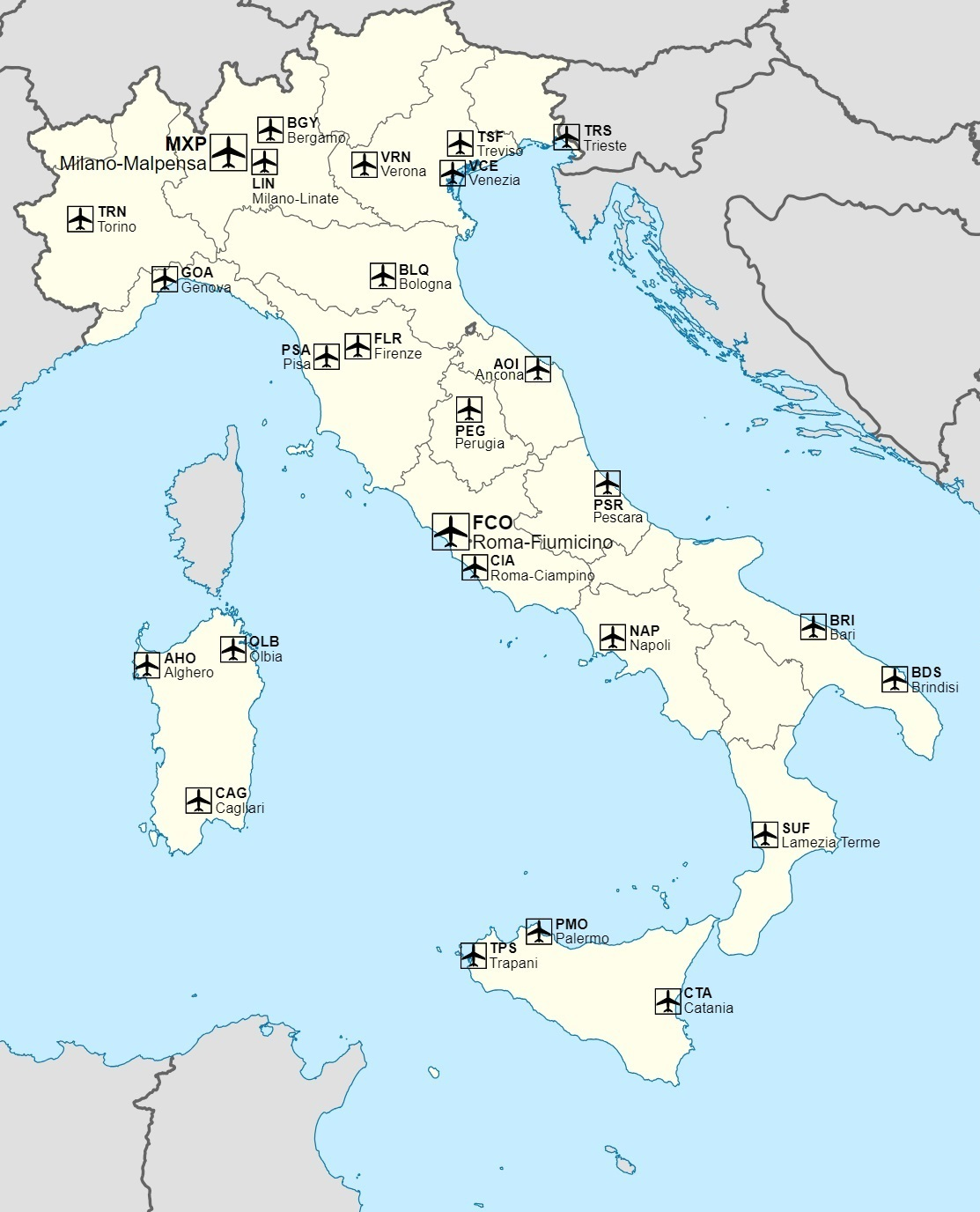
Die bedeutendsten Verkehrsflughäfen in Italien
(mit mehr als 500.000 Passagieren im Jahr 2023)

Die Liste der Flughäfen in Italien enthält alle italienischen Verkehrsflughäfen, die von nationalen und internationalen Fluggesellschaften angeflogen werden, sowie die bedeutendsten anderen zivilen und militärischen Flugplätze.

## Erklärung
- Name des Flughafens: Nennt den Namen des Flughafens sowie eventuelle Zusatzbezeichnungen.
- IATA-Code: Der Code besteht aus einer Kombination von jeweils drei lateinischen Buchstaben und dient zu einer eindeutigen Kennzeichnung der einzelnen Verkehrsflughäfen. In der Regel richtet er sich nach dem Namen der Stadt, bei der sich der Flughafen befindet, nach dem Namen des Flughafens oder nach dem nächstgelegenen Ort. Der IATA-Code wird von der International Air Transport Association (IATA) vergeben.
- ICAO-Code: Der ICAO-Code wird von der International Civil Aviation Organization vergeben und besteht aus einer Kombination aus vier lateinischen Buchstaben. Hierbei steht der erste Buchstabe L für Südeuropa, I für Italien, der dritte Buchstabe richtet sich bei Verkehrsflughäfen auf dem italienischen Festland in der Regel nach dem jeweiligen Fluginformationsgebiet oder der jeweils zuständigen  Bezirkskontrollstelle der Flugsicherung (Mailand, Padua, Rom, Brindisi), während auf Sizilien und Teilen Kalabriens der Buchstabe C (Catania) und auf Sardinien der Buchstabe E (Elmas) Anwendung findet. Der vierte Buchstabe kann identisch sein mit dem Anfangsbuchstaben des geografischen Ortes, dem der Flugplatz zugeordnet ist.
- Passagiere 2010: Gibt die gesamte Passagierzahl des Flughafens für das Jahr 2010 an. Darin enthalten sind Linienverkehr, Pauschalreiseverkehr, kommerzieller Verkehr, gewerblicher Verkehr und sonstiger Verkehr. Hinzu kommt der nichtgewerbliche Verkehr, wie Werksverkehr und nichtkommerzieller Verkehr.

## Verkehrsflughäfen
Aufgenommen werden hier Verkehrsflughäfen mit einem jährlichen Passagieraufkommen von mindestens 100.000. Kleinere Flugplätze, deren Fluggastaufkommen nicht immer veröffentlicht wird, sind weiter unten gelistet.
Nachstehende Liste ist sortierbar: durch Anklicken eines Spaltenkopfes wird die Liste nach dieser Spalte sortiert, zweimaliges  Anklicken kehrt die Sortierung um. Durch das Anklicken zweier Spalten hintereinander lässt sich jede gewünschte Kombination erzielen.
| Ort              | ICAO-Code | IATA-Code | Name des Flughafens           | Passagiere (2010) | Passagiere (2024) |
| ---------------- | --------- | --------- | ----------------------------- | ----------------- | ----------------- |
| Alghero          | LIEA      | AHO       | Flughafen Alghero             | 1.388.217         | 1.611.625         |
| Ancona           | LIPY      | AOI       | Flughafen Ancona              | 520.410           | 600.065           |
| Bari             | LIBD      | BRI       | Flughafen Bari                | 3.398.110         | 7.273.141         |
| Bergamo          | LIME      | BGY       | Flughafen Bergamo             | 7.677.224         | 17.353.573        |
| Bologna          | LIPE      | BLQ       | Flughafen Bologna             | 5.511.669         | 10.775.972        |
| Bozen            | LIPB      | BZO       | Flughafen Bozen               | 62.259            | 106.629           |
| Brindisi         | LIBR      | BDS       | Flughafen Brindisi            | 1.606.322         | 3.385.610         |
| Cagliari         | LIEE      | CAG       | Flughafen Cagliari            | 3.443.227         | 5.161.212         |
| Catania          | LICC      | CTA       | Flughafen Catania             | 6.321.753         | 12.346.530        |
| Comiso           | LICB      | CIY       | Flughafen Comiso              | inaktiv           | 260.438           |
| Crotone          | LIBC      | CRV       | Flughafen Crotone             | 103.828           | 273.250           |
| Cuneo            | LIMZ      | CUF       | Flughafen Cuneo               | 180.667           | 105.428           |
| Florenz          | LIRQ      | FLR       | Flughafen Florenz             | 1.737.904         | 3.516.925         |
| Forlì            | LIPK      | FRL       | Flughafen Forlì               | 640.866           | 133.110           |
| Genua            | LIMJ      | GOA       | Flughafen Genua               | 1.287.524         | 1.335.095         |
| Lamezia Terme    | LICA      | SUF       | Flughafen Lamezia Terme       | 1.916.187         | 2.713.811         |
| Lampedusa        | LICD      | LMP       | Flughafen Lampedusa           | 191.776           | 349.449           |
| Mailand          | LIML      | LIN       | Flughafen Mailand-Linate      | 8.296.450         | 10.650.990        |
| Mailand          | LIMC      | MXP       | Flughafen Mailand-Malpensa    | 18.947.808        | 28.910.368        |
| Neapel           | LIRN      | NAP       | Flughafen Neapel              | 5.584.114         | 12.650.478        |
| Olbia            | LIEO      | OLB       | Flughafen Olbia               | 1.658.836         | 3.883.235         |
| Palermo          | LICJ      | PMO       | Flughafen Palermo-Punta Raisi | 4.367.342         | 8.921.833         |
| Pantelleria      | LICG      | PNL       | Flughafen Pantelleria         | 139.805           | k. A.             |
| Parma            | LIMP      | PMF       | Flughafen Parma               | 240.932           | 133.757           |
| Perugia          | LIRZ      | PEG       | Flughafen Perugia             | 113.361           | 534.210           |
| Pescara          | LIBP      | PSR       | Flughafen Pescara             | 461.086           | 847.512           |
| Pisa             | LIRP      | PSA       | Flughafen Pisa                | 4.067.012         | 5.547.008         |
| Reggio Calabria  | LICR      | REG       | Flughafen Reggio Calabria     | 548.648           | 623.980           |
| Rimini           | LIPR      | RMI       | Flughafen Rimini              | 552.922           | 321.552           |
| Rom              | LIRA      | CIA       | Flughafen Rom-Ciampino        | 4.564.464         | 3.861.806         |
| Rom              | LIRF      | FCO       | Flughafen Rom-Fiumicino       | 36.337.523        | 49.203.734        |
| Salerno          | LIRI      | QSR       | Flughafen Salerno             | k. A.             | 179.123           |
| Trapani          | LICT      | TPS       | Flughafen Trapani             | 1.682.991         | 1.075.411         |
| Treviso, Venedig | LIPH      | TSF       | Flughafen Treviso             | 2.152.163         | 3.048.943         |
| Triest           | LIPQ      | TRS       | Flughafen Triest              | 726.941           | 1.319.813         |
| Turin            | LIMF      | TRN       | Flughafen Turin               | 3.560.169         | 4.693.977         |
| Venedig          | LIPZ      | VCE       | Flughafen Venedig-Tessera     | 6.868.968         | 11.590.356        |
| Verona           | LIPX      | VRN       | Flughafen Verona              | 3.023.897         | 3.704.582         |

## Übersicht nach Regionen
In nachstehender Liste sind alle Verkehrsflughäfen und die bedeutendsten anderen zivilen und militärischen Flugplätze nach Regionen gruppiert und alphabetisch nach Orten sortiert. Die oben gelisteten Verkehrsflughäfen sind besonders hervorgehoben. Bei einigen Flugplätzen handelt es sich um Regionalflughäfen, die (saisonal) auch von kleinen Fluggesellschaften angeflogen werden und ein jährliches Fluggastaufkommen von weniger als 100.000 Passagieren haben. Auf solche Regionalflughäfen wird unter „Anmerkungen“ hingewiesen.
| Ort                     | ICAO-Code | IATA-Code | Name des Flughafens                    | Anmerkung                                                  |
| ----------------------- | --------- | --------- | -------------------------------------- | ---------------------------------------------------------- |
|                         |           |           |                                        |                                                            |
| Abruzzen                |           |           |                                        |                                                            |
| L’Aquila                | LIAP      | QAQ       | Flugplatz L’Aquila                     |                                                            |
| Pescara                 | LIBP      | PSR       | Flughafen Pescara                      |                                                            |
| Aostatal                |           |           |                                        |                                                            |
| Aosta                   | LIMW      | AOT       | Flughafen Aosta                        | Regionalflughafen                                          |
| Apulien                 |           |           |                                        |                                                            |
| Bari                    | LIBD      | BRI       | Flughafen Bari                         |                                                            |
| Brindisi                | LIBR      | BDS       | Flughafen Brindisi                     | hat militärischen Teil                                     |
| Gioia del Colle         | LIBV      |           | Militärflugplatz Gioia del Colle       |                                                            |
| Foggia                  | LIBF      | FOG       | Flughafen Foggia                       | Regionalflughafen                                          |
| Foggia                  | LIBA      |           | Militärflugplatz Amendola              |                                                            |
| Lecce                   | LIBN      | LCC       | Militärflugplatz Lecce                 |                                                            |
| Lecce                   | LINL      |           | Flugplatz Lecce-San Cataldo            |                                                            |
| Tarent                  | LIBG      | TAR       | Flughafen Tarent                       | hat militärischen Teil, Leonardo-Werksflughafen            |
| Basilikata              |           |           |                                        |                                                            |
| Pisticci                | LINP      |           | Flugplatz Pisticci                     |                                                            |
| Emilia-Romagna          |           |           |                                        |                                                            |
| Bologna                 | LIPE      | BLQ       | Flughafen Bologna                      |                                                            |
| Carpi                   | LIDU      |           | Flugplatz Carpi                        |                                                            |
| Cervia                  | LIPC      |           | Militärflugplatz Cervia                |                                                            |
| Ferrara                 | LIDV      |           | Flugplatz Ferrara-Aguscello            |                                                            |
| Ferrara                 | LIPF      |           | Flugplatz Ferrara-San Luca             |                                                            |
| Forlì                   | LIPK      | FRL       | Flughafen Forlì                        | Ausbildungszentrum italienische Flugsicherung              |
| Lugo                    | LIDG      |           | Flugplatz Lugo                         |                                                            |
| Modena                  | LIPM      |           | Flugplatz Modena                       |                                                            |
| Parma                   | LIMP      | PMF       | Flughafen Parma                        |                                                            |
| Pavullo nel Frignano    | LIDP      |           | Flugplatz Pavullo nel Frignano         | älteste Segelflugschule Italiens                           |
| Piacenza                | LIMS      |           | Militärflugplatz Piacenza              | bei San Damiano                                            |
| Ravenna                 | LIDR      | RAN       | Flugplatz Ravenna                      |                                                            |
| Reggio nell’Emilia      | LIDE      |           | Flugplatz Reggio Emilia                |                                                            |
| Rimini                  | LIPR      | RMI       | Flughafen Rimini                       | hat militärischen Teil                                     |
| Friaul-Julisch Venetien |           |           |                                        |                                                            |
| Aviano                  | LIPA      | AVB       | Aviano Air Base                        |                                                            |
| Campoformido, Udine     | LIPD      | UDN       | Flugplatz Campoformido                 | ehemaliger Militärflugplatz                                |
| Casarsa della Delizia   | LIDK      |           | Militärflugplatz Casarsa della Delizia |                                                            |
| Görz                    | LIPG      | QGO       | Flugplatz Görz                         |                                                            |
| Rivolto                 | LIPI      |           | Militärflugplatz Rivolto               |                                                            |
| Triest                  | LIPQ      | TRS       | Flughafen Triest                       |                                                            |
| Kalabrien               |           |           |                                        |                                                            |
| Crotone                 | LIBC      | CRV       | Flughafen Crotone                      |                                                            |
| Lamezia Terme           | LICA      | SUF       | Flughafen Lamezia Terme                | hat militärischen Teil                                     |
| Reggio Calabria         | LICR      | REG       | Flughafen Reggio Calabria              |                                                            |
| Scalea                  | LICK      |           | Flugplatz Scalea                       |                                                            |
| Kampanien               |           |           |                                        |                                                            |
| Capua                   | LIAU      |           | Flugplatz Capua                        | wird auch militärisch genutzt                              |
| Grazzanise              | LIRM      |           | Militärflugplatz Grazzanise            | sollte neuer Flughafen von Neapel werden                   |
| Neapel                  | LIRN      | NAP       | Flughafen Neapel                       | hat militärischen Teil, Werksflughafen                     |
| Salerno                 | LIRI      | QSR       | Flughafen Salerno                      | Regionalflughafen                                          |
| Latium                  |           |           |                                        |                                                            |
| Aquino                  | LIAQ      |           | Flugplatz Aquino                       |                                                            |
| Frosinone               | LIRH      | QFR       | Militärflugplatz Frosinone             | eingeschränkte zivile Nutzung                              |
| Guidonia Montecelio     | LIRG      |           | Militärflugplatz Guidonia              | eingeschränkte zivile Nutzung                              |
| Latina                  | LIRL      | QLT       | Militärflugplatz Latina                | eingeschränkte zivile Nutzung                              |
| Pomezia                 | LIRE      |           | Militärflugplatz Pratica di Mare       |                                                            |
| Rieti                   | LIQN      |           | Flugplatz Rieti                        |                                                            |
| Fiumicino               | LIRF      | FCO       | Flughafen Rom-Fiumicino                |                                                            |
| Rom                     | LIRA      | CIA       | Flughafen Rom-Ciampino                 | hat militärischen Teil, Regierungsflughafen                |
| Rom                     | LIRU      |           | Flugplatz Rom-Urbe                     | nur allgemeine Luftfahrt                                   |
| Viterbo                 | LIRV      |           | Militärflugplatz Viterbo               | sollte dritter Verkehrsflughafen Roms werden               |
| Ligurien                |           |           |                                        |                                                            |
| Albenga                 | LIMG      | ALL       | Flughafen Albenga                      | Regionalflughafen, Werksflugplatz Piaggio Aerospace        |
| Genua                   | LIMJ      | GOA       | Flughafen Genua                        | auch Werksflugplatz Piaggio Aerospace                      |
| Sarzana, La Spezia      | LIQW      |           | Militärflugplatz Sarzana-Luni          | Marinefliegerstützpunkt                                    |
| Lombardei               |           |           |                                        |                                                            |
| Alzate Brianza          | LILB      |           | Flugplatz Alzate Brianza               |                                                            |
| Bergamo                 | LIME      | BGY       | Flughafen Bergamo                      |                                                            |
| Brescia                 | LIPO      | VBS       | Flughafen Brescia-Montichiari          | Regional- und Frachtflughafen, ehemaliger Militärflugplatz |
| Cremona                 | LILR      |           | Flugplatz Cremona                      |                                                            |
| Ghedi                   | LIPL      |           | Militärflugplatz Ghedi                 |                                                            |
| Mailand                 | LIMC      | MXP       | Flughafen Mailand-Malpensa             | Luftfahrtmuseum Volandia                                   |
| Mailand                 | LIML      | LIN       | Flughafen Mailand-Linate               |                                                            |
| Mailand                 | LIMB      |           | Flugplatz Mailand-Bresso               |                                                            |
| Valbrembo               | LILV      |           | Flugplatz Valbrembo                    |                                                            |
| Varese                  | LILC      |           | Flugplatz Calcinate del Pesce          |                                                            |
| Varese                  | LILN      | QVA       | Flugplatz Varese                       | Leonardo-Werksflugplatz                                    |
| Vergiate                | LILG      |           | Flugplatz Vergiate                     | Leonardo-Werksflugplatz                                    |
| Voghera                 | LILH      |           | Flugplatz Voghera                      |                                                            |
| Marken                  |           |           |                                        |                                                            |
| Ancona                  | LIPY      | AOI       | Flughafen Ancona                       |                                                            |
| Fano                    | LIDF      |           | Flugplatz Fano                         |                                                            |
| Piemont                 |           |           |                                        |                                                            |
| Alessandria             | LILA      |           | Flugplatz Alessandria                  |                                                            |
| Biella                  | LILE      |           | Flugplatz Biella                       |                                                            |
| Cameri                  | LIMN      |           | Militärflugplatz Cameri                | auch Leonardo-Werksflugplatz                               |
| Casale Monferrato       | LILM      |           | Flugplatz Casale Monferrato            |                                                            |
| Cuneo                   | LIMZ      | CUF       | Flughafen Cuneo                        |                                                            |
| Novi Ligure             | LIMR      |           | Flugplatz Novi Ligure                  |                                                            |
| Turin                   | LIMF      | TRN       | Flughafen Turin                        | auch Leonardo-Werksflugplatz                               |
| Turin                   | LIMA      |           | Flugplatz Turin-Aeritalia              |                                                            |
| Vercelli                | LILI      |           | Flugplatz Vercelli                     |                                                            |
| Sardinien               |           |           |                                        |                                                            |
| Alghero                 | LIEA      | AHO       | Flughafen Alghero                      |                                                            |
| Cagliari                | LIEE      | CAG       | Flughafen Cagliari                     | hat militärischen Teil                                     |
| Decimomannu             | LIED      | DCI       | Militärflugplatz Decimomannu           |                                                            |
| Olbia                   | LIEO      | OLB       | Flughafen Olbia                        |                                                            |
| Oristano                | LIER      | FNU       | Flugplatz Oristano                     | Regionalflughafen                                          |
| Tortolì                 | LIET      | TTB       | Flugplatz Tortolì-Arbatax              | Regionalflughafen                                          |
| Sizilien                |           |           |                                        |                                                            |
| Catania                 | LICC      | CTA       | Flughafen Catania                      | hat militärischen Teil (Marine)                            |
| Catania                 | LICZ      | NSY       | Militärflugplatz Sigonella             |                                                            |
| Comiso                  | LICB      | CIY       | Flughafen Comiso                       | Regionalflughafen, ehemaliger Militärflugplatz             |
| Lampedusa               | LICD      | LMP       | Flughafen Lampedusa                    |                                                            |
| Palermo                 | LICJ      | PMO       | Flughafen Palermo-Punta Raisi          |                                                            |
| Palermo                 | LICP      |           | Flughafen Palermo-Boccadifalco         | Ausbau zu „City Airport“ vorgesehen                        |
| Pantelleria             | LICG      | PNL       | Flughafen Pantelleria                  | hat militärischen Teil                                     |
| Trapani                 | LICT      | TPS       | Flughafen Trapani                      | hat militärischen Teil                                     |
| Toskana                 |           |           |                                        |                                                            |
| Arezzo                  | LIQB      |           | Flugplatz Arezzo                       |                                                            |
| Florenz                 | LIRQ      | FLR       | Flughafen Florenz                      |                                                            |
| Grosseto                | LIRS      | GRS       | Militärflugplatz Grosseto              | eingeschränkte zivile Mitnutzung, Regionalflughafen        |
| Lucca                   | LIQL      | LCV       | Flugplatz Lucca                        |                                                            |
| Marina di Campo, Elba   | LIRJ      | EBA       | Flugplatz Marina di Campo              | Regionalflughafen                                          |
| Massa                   | LILQ      |           | Flugplatz Massa-Cinquale               |                                                            |
| Pisa                    | LIRP      | PSA       | Flughafen Pisa                         | hat militärischen Teil                                     |
| Siena                   | LIQS      | SAY       | Flugplatz Siena                        | Regionalflughafen                                          |
| Trentino-Südtirol       |           |           |                                        |                                                            |
| Bozen                   | LIPB      | BZO       | Flughafen Bozen                        | Regionalflughafen, hat militärischen Teil                  |
| Toblach                 | LIVD      |           | Flugplatz Toblach                      | auch Militärflugplatz                                      |
| Trient                  | LIDT      |           | Flugplatz Trient                       | Museo dell’aeronautica Gianni Caproni                      |
| Umbrien                 |           |           |                                        |                                                            |
| Foligno                 | LIAF      |           | Flughafen Foligno                      | Zivilschutzzentrum, Allgemeine Luftfahrt                   |
| Perugia                 | LIRZ      | PEG       | Flughafen Perugia                      |                                                            |
| Venetien                |           |           |                                        |                                                            |
| Asiago                  | LIDA      |           | Flugplatz Asiago                       |                                                            |
| Belluno                 | LIDB      | BLX       | Flugplatz Belluno                      |                                                            |
| Legnago                 | LIDL      |           | Flugplatz Legnago                      |                                                            |
| Padua                   | LIPU      | QPA       | Flugplatz Padua                        | auch Militärflugplatz                                      |
| Thiene                  | LIDH      |           | Flugplatz Thiene                       |                                                            |
| Treviso                 | LIPH      | TSF       | Flughafen Treviso                      | ehemaliger Militärflugplatz S. Angelo                      |
| Treviso                 | LIPS      |           | Militärflugplatz Istrana               |                                                            |
| Venedig                 | LIPZ      | VCE       | Flughafen Venedig-Tessera              | auch Leonardo-Werksflughafen                               |
| Venedig                 | LIPV      |           | Flugplatz Venedig-Lido                 | früher „Venedig-San Nicolò“ genannt                        |
| Verona                  | LIPX      | VRN       | Flughafen Verona                       | hat militärischen Teil                                     |
| Verona                  | LIPN      | QBS       | Flugplatz Verona-Boscomantico          |                                                            |

Kleinere Flugplätze sind im Artikel Aviosuperficie gelistet.